# A Silence That Screams
A Silence That Screams è l'ottavo album in studio di Perseo Miranda, pubblicato nel dicembre 2010 dalla casa discografica Erga.

## Il disco
L'album è stato registrato in settembre-ottobre 2010, ma la composizione dei brani è iniziata nel gennaio dello stesso anno.
La ballade In a Broken Dream è una cover dei Phyton Lee Jackson (gruppo anni 70).
Da questo disco la canzone A Silence That Screams viene inclusa nella compilation Inferno Sounds vol 1, allegata al giornale Inferno Rock.
Per quanto concerne i testi, come in ogni suo lavoro, Miranda tratta temi molto personali, descrivendo i suoi viaggi interiori, e come dice lui appositamente scritti per essere sentiti più che compresi.
A Silence That Screams rappresenta sostanzialmente un viaggio interiore, presentato non in modo cronologico come vuole la nostra cultura occidentale ma rifacendosi al concetto di tempo circolare come si concepisce in Oriente. Un insieme di vissuti estremamente personali che inevitabilmente vengono rappresentati da frasi che appaiono oscure, cifrate, criptiche e quindi di non facile comprensione.

## Tracce
1. Brick of Time – 0:26
2. Brick of Time (Choice of Time) – 0:19
3. A Silence That Screams – 5:51
4. Change the Meaning – 4:08
5. The Run and the Sound – 4:26
6. In a Broken Dream – 5:06
7. What Is This – 4:09
8. His Bad Room – 5:44
9. Another Sky – 1:03
10. A Silence That Screams pt2 – 0:35